# صندوق المرآة

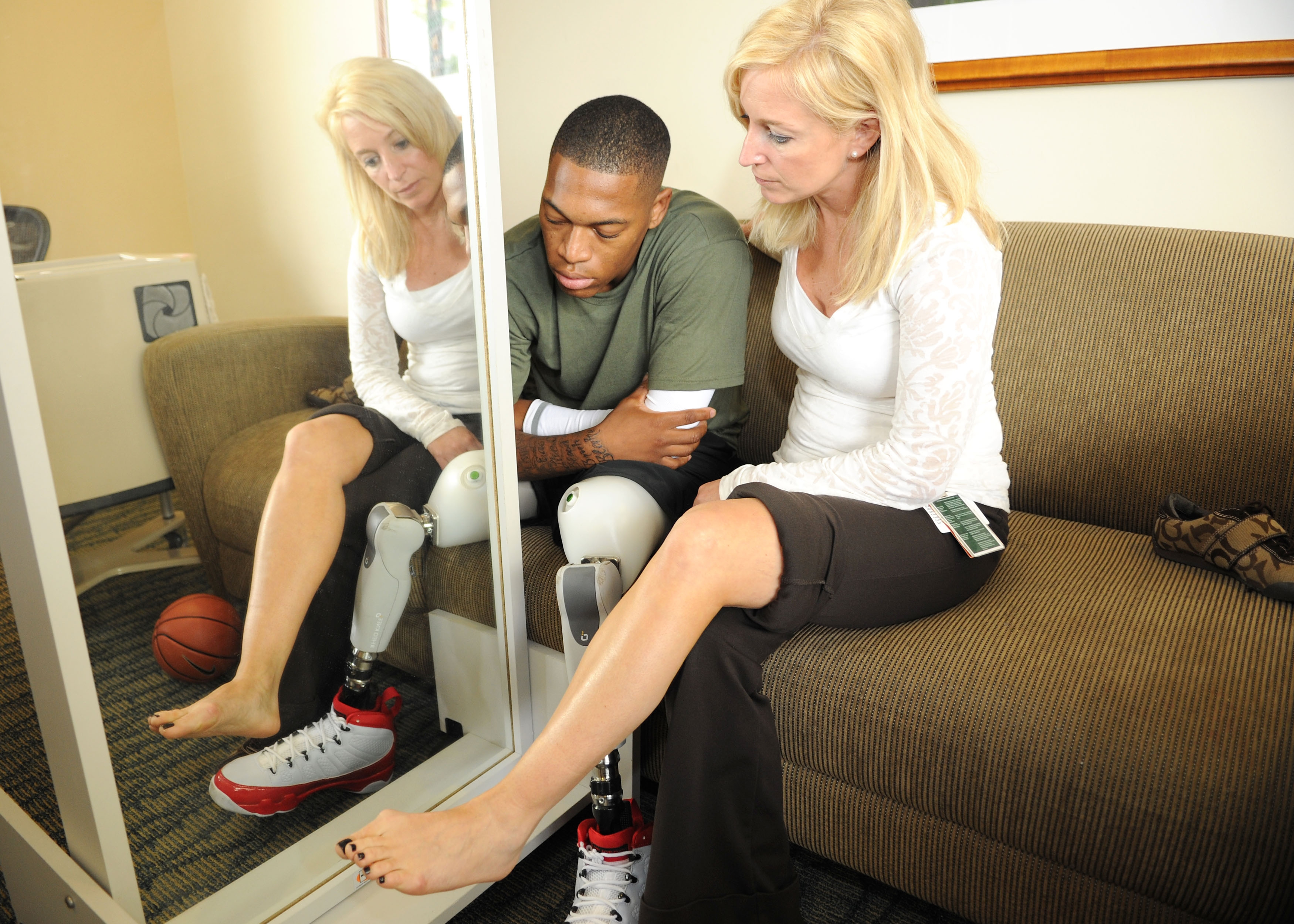
أخصائيعلاج طبيعي يستخدم العلاج بالمرآة لمعالجة ألم وهم الأطراف.

صندوق المرآة هو صندوق يحتوي على إثنتين من المرايا في المركز (كل واحدة في وجه الأخرى)، إخترع من قبل فيلايانور س. راماشاندران للمساعدة في تخفيف ألم وهم الأطراف، والذي يجعل المريض يشعر أنه لا يزال لديه أطراف بعد أن تم بترها. الاستخدام الأوسع للمرايا بهذه الطريقة يعرف باسم العلاج بالمرآة.
في صندوق المرآة يضع المريض الطرف السليم في أحد الجوانب، والطرف المتبقي في الجانب الآخر. ثم ينظر المريض إلى المرآة على الجانب الذي يحتوي الطرف السليم ويوقم بحركات «متماثلة في المرآة»، كما الحال في موصل سيمفونية، أو كما نفعل عندما نقوم بالتصفيق بأيدينا. لأن هذا الموضوع هو رؤية الصورة المنعكسة لليد السليمة وهي تتحرك، ويبدو كما لو كان الطرف الوهمي يتحرك أيضا. من خلال استخدام ردود الفعل البصرية الاصطناعية يصبح من الممكن للمريض أن «يحرك» الطرف الوهمية، ويلغي ربطها من المواقف المؤلمة المحتملة.

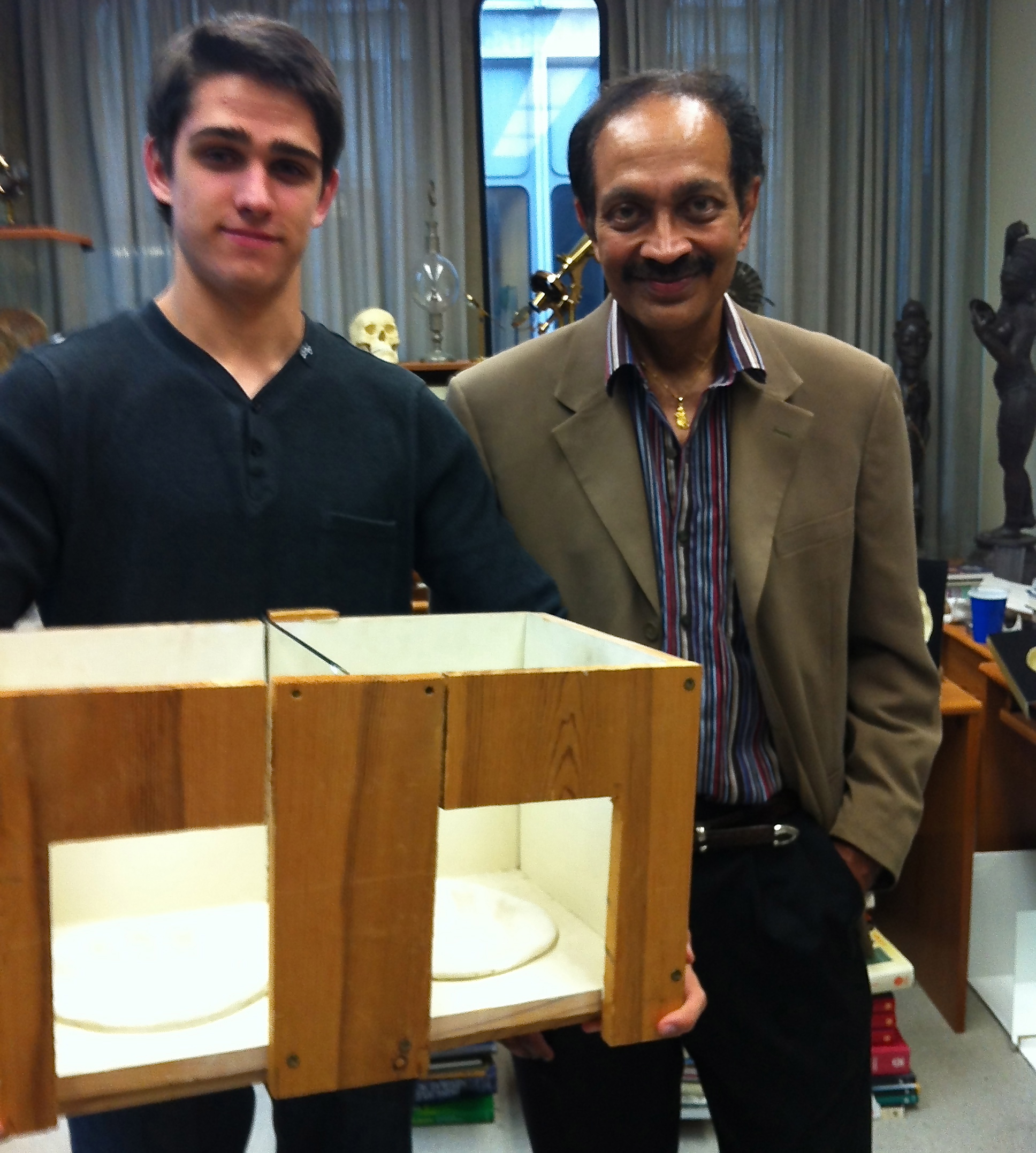
راماشاندران (على اليمين) مع صندوق المرآة الأصلي.

استنادا إلى الملاحظة التي تشير إلى أن مرضى الأطراف الوهمية كانوا أكثر عرضة للإبلاغ عن أوهام شلل وألم إذا كان الطرف الفعلي قد أصيب بالشلل قبل البتر (على سبيل المثال، بسبب انقلاع الضفيرة العضدية)، راماشاندران وروجرز راماشاندران قاما بعرض «الشلل المتعلم» فرضية الأطراف الوهمية المؤلمة (Ramachandran & Blakeslee 1998). كانت فرضيتهم هي أنه في كل مرة يحاول فيها المريض تحريك الطرف المشلول، تلقوا ردود فعل حسية (من خلال الرؤية والتحفيز) أن الطرف لم يتحرك. هذه التغذية المرتدة ختمت نفسها في الدوائر الدماغية من خلال عملية نظرية هيب، حتى أنه حتى عندما كان الطرف لم يعد موجودا، علم الدماغ أن الطرف (والطرف الوهمي التابع له) كان مشلولا.
```
تم تحدي نظرية راماشاندران من خلال دراسة بحثية أجريت عام 2010 من قبل ماريان ميشيلسن من المركز الطبي 
لجامعة روتردام
. أجرت ميشيلسن البحوث التي شملت 22 من ضحايا السكتة الدماغية مما يشير إلى أن العلاج بالمرآة يعمل من خلال تعزيز الاقتران المكاني بين الأطراف. وذكرت ميشيلسن أن «
الفرضية
 القائلة بأن الوهم المرآوي يعزز الاقتران المكاني مدعوم بدراسات عن متطوعين أصحاء، مما يدل على أن الوهم المرآوي يزيد من ميل إحدى الأطراف إلى أخذ الخصائص المكانية للطرف الآخر». 
(
Michielsen et al. 2010
)
```

## الفعالية

رسم توضيحي لصندوق المرآة. يدخل المريض يد كاملة في احدي الفتحات واليد "الوهمية" في الفتحة الأخرى. عندما ينظر إليها من زاوية، يتم خداع الدماغ في رؤية اثنتين من الأيدي الكاملة.

وقد أظهرت عدد من الدراسات البحثية الصغيرة نتائج مشجعة، ولكن لا يوجد توافق في الآراء الحالية بشأن فعالية العلاج بالمرآة. وقد خلصت مراجعات المؤلفات البحثية المنشورة من قبل موسيلي (Moseley, Gallace & Spence 2008) وإزندام (Ezendam, Bongers & Jannink 2009) إلى أن الكثير من الأدلة التي تدعم العلاج المرآوي هي قصصية أو تأتي من دراسات ذات جودة منهجية ضعيفة. وفي عام 2011، أوجز استعراض واسع النطاق للأدبيات المتعلقة بعلاج المرآة من قبل روثغانجيل (Rothgangel et al. 2011) البحث الحالي على النحو التالي:
في عام 2011، نشرت مليتا جيومارا ولوريمر موسيلي مقالا عن ألم الأطراف الوهمية الذي لخص النهج الحالية لمعالجة هذه المشكلة. وخلصوا إلى أن فوائد العلاج المرآة يبدو أنها تقتصر على المرضى الذين يعانون من التشنج والآلام الوهمية من نوعية العضلات. وقالوا: